# 徐灝翔
徐灝翔（1978年8月2日—），台灣男演員身兼表演指導、導演身份，國立台北藝術大學劇場藝術研究所表演碩士，作品橫跨劇場、電視與電影。2007以“探尋人聲極限可能，挖掘古老吟頌的秘密─蒙古草原喉音學習計劃”，獲客委會“築夢計劃”補助，2010以“時空旅人”獲選兩廳院與國藝會“新人新視野”新人導演，於實驗劇演出，曾獲選國藝會與兩廳院合辦之新人。

## 演出作品

### 電影
| 年份 | 片名                | 角色       | 導演   | 備註     |
| ---- | ------------------- | ---------- | ------ | -------- |
| 2023 | 嘎啦                |            | 曾大衡 |          |
| 2023 | BIG                 | 骨科醫師   | 魏德聖 |          |
| 2016 | 黑白                |            | 游堅煜 |          |
| 2016 | 七夜追魂            |            | 陳會毅 |          |
| 2014 | 露西                | 計程車司機 | 盧貝松 | 客串演出 |
| 2014 | KANO                |            | 馬志翔 |          |
| 2014 | 痞子英雄2：黎明再起 |            | 蔡岳勳 | 客串演出 |
| 2013 | 天后之戰            | 警察       | 林立書 |          |
| 2012 | 少年PI的奇幻漂流    | 台灣船員   | 李安   |          |
| 2012 | 搶救老爸            |            | 李逢儒 |          |

### 短片
- 《國家免疫失調-序曲》(飾：Alan)
- 《負子》(飾：陳學良)
- 《溺境》

### 電視劇/網劇
- 2025年：客家電視台《星空下的黑潮島嶼》林船長
- 2025年：大愛電視台《生日快樂》林正福
- 2024年：客家電視台《阿婆非死不可》
- 2024年：大愛電視台《你好，我是誰2》林冠宏
- 2023年：三立都會台、華視《美食無間》
- 2023年：TVBS歡樂台《有生之年》
- 2023年：公視《八尺門的辯護人》(飾:陳奕傳)
- 2023年：Disney+《台灣犯罪故事－黑潮之下》(飾: 檢察長)
- 2022年：衛視中文台、中視《仙女姐姐來我家》(飾: 烈火導演)
- 2022年：Disney+、bilibili《正義的算法》(飾: 張勇)
- 2021年：公視《茶金》(飾: 石頭（石亮材）)
- 2021年：YouTube／公視《國際橋牌社2》(飾: 公安領導)
- 2021年：公視《斯卡羅》(飾: 林老實（男、女主角：阿杰、蝶妹的父親）)
- 2020年：Netflix《誰是被害者》(飾: 專輯製作人)
- 2019年：公視/HBOAsia/CATCHPLAY《我們與惡的距離》(飾: 童天杰)
- 2015年：台視《春梅》
- 2015年：客家電視台《落日》主要反派
- 2015年：愛奇藝《校花的貼身高手》
- 2014年：八大電視台《威廉王子》
- 2014年：台視／八大電視台《流氓蛋糕店》
- 2013年：台視《家有Mr. J》
- 2013年：台視／八大電視台《親愛的，我愛上別人了》
- 2013年：公視《刺蝟男孩》
- 2013年：公視《沒有名字的甜點店》單集主角
- 2013年：客家電視台《阿婆的夏令營》藍蘋爸爸
- 2011年：客家電視台《神仙谷事件》高經理
- 2011年：中視／壹電視《真的漢子》
- 2010年：客家電視台《上家下屋》主要角色
- 2009年：客家電視台《月滿水沙漣》主要角色
- 2006年：客家電視台《幸福派出所》主要反派

### 迷你劇集/電視電影
- 緯來電視電影《黯夜》(飾: 黃家祥)
- 公視台語台《阿波羅男孩》
- 客家電視台《綠金龜模仿犯》

### 微電影
小時光麵館 2020
- 吃麵看個性 有種浪漫是先吃麵再吃料 （页面存档备份，存于）
- 吃麵看個性 麵來直接吃，省下時光給重要的事 （页面存档备份，存于）
- 吃麵看個性 一口麵不咬斷，是思念還是習慣? （页面存档备份，存于）
- 吃麵看個性 吃麵前先聞香氣，再解一道感情證明題 （页面存档备份，存于）
- 吃麵看個性 每口都要分配好的控制狂，難得亂了一回 （页面存档备份，存于）
- 吃麵看個性 把麵放在湯匙上吃的人，最不把自己放心上? （页面存档备份，存于）

小時光麵館 2018
- 灰熊失禮生日快樂 序章 （页面存档备份，存于）
- 灰熊失禮生日快樂 媽媽遲來的生日禮物 （页面存档备份，存于）
- 灰熊失禮生日快樂 女兒及時的溫暖擁抱 （页面存档备份，存于）
- 三刀流肉燥麵 序章 （页面存档备份，存于）
- 三刀流肉燥麵 陳先生的晚餐危機 （页面存档备份，存于）
- 三刀流肉燥麵 陳太太的第一次任性 （页面存档备份，存于）
- 原味二分之一 序章 （页面存档备份，存于）
- 原味二分之一 這世界最善變B女 （页面存档备份，存于）
- 原味二分之一 全地球最專一A君 （页面存档备份，存于）

小時光麵館 2016
- 第六話 世界無敵蝦-青春的時候，我們都很擅長犯超瞎的錯。 （页面存档备份，存于）
- 第七話 黃金遊樂園-是兒子童年的心願，也是母親最深的掛念。 （页面存档备份，存于）
- 第八話 美美獨享-與人分享的愛情和獨享的自己，你會選? （页面存档备份，存于）
- 第九話 英雄不流淚-獻給每一位，在人生中，故作堅強的你。 （页面存档备份，存于）
- 第十話 色彩斑斕的未知-當創作者遇上料理者，會擦出怎樣的故事? （页面存档备份，存于）

小時光麵館 2015
- 第一話 栗子蛋糕-不是甜點的甜點，嚐過，就再也無法忘記！ （页面存档备份，存于）
- 第二話 心碎的滋味-給：在愛情的路上，奮不顧身的人們。 （页面存档备份，存于）
- 第三話 邂逅一碗肉燥麵-如果有一天，你遇到了自己的翻版，你會?? （页面存档备份，存于）
- 第四話 陽光佐夏威夷炒麵-甚麼料理? 讓女兒笑了，卻讓父親哭了? （页面存档备份，存于）
- 第五話 不尋常的家常麵-看似尋常的料理，究竟藏著甚麼秘密? （页面存档备份，存于）

### 音樂錄影帶
- 2023年：蘇明淵《朋友一大拖攏結婚啦》

## 獎項紀錄
| 年份   | 頒獎典禮         | 獎項                   | 作品         | 角色   | 結果 |
| ------ | ---------------- | ---------------------- | ------------ | ------ | ---- |
| 2025年 | 亞洲影視內容大獎 | 電視節目類最佳男配角獎 | 《生日快樂》 | 林正福 | 待定 |

## 外部連結
- 徐灝翔的Facebook專頁